# 榎本恒幸
榎本 恒幸（えのもと つねゆき、1949年12月16日 - ）は日本のテレビプロデューサー。毎日放送顧問。前・専務取締役。

## 経歴
1973年4月、毎日放送に入社。主に『まんが日本昔ばなし』や、『超時空要塞マクロス』などのテレビアニメのプロデューサーを務める他、1984年には映画『超時空要塞マクロス 愛・おぼえていますか』のプロデューサーを務める。2003年6月、メディア開発局局長に就任。2005年6月、東京支社長に就任。2007年6月、取締役に就任。2011年6月23日付で常務取締役に就任。2013年6月20日付で専務に就任、2015年6月25日より現職。

## エピソード
アニメ監督でアートランド社長（当時）の石黒昇は、『超時空要塞マクロス』のプロデューサーだった榎本が大変なSF好きであり、石黒の経験と実績を信じて「あんたを信頼してるから、好きにやってくれ」と任せてくれたのが救いだったと述べている。